# بوق رومي
البوق الروميّ هو آلة نفخ نحاسية استخدمها الجيش الروميّ القديم، على غرار القرن الرومي.